# Politica economica fascista
Per politica economica fascista si fa riferimento alle ideologie e politiche economiche di movimenti e regimi comunemente identificati come fascisti, che si affermarono in Europa, e in particolare in Italia e Germania, nel periodo tra le due guerre mondiali. Dopo la Prima guerra mondiale si diffusero in Europa forti tensioni sociali e politiche. Il fascismo italiano e il nazionalsocialismo tedesco, reagendo alle tensioni dell'epoca, non ebbero una politica economica coerente e simile tra loro; tuttavia condivisero alcuni aspetti di fondo. Essi mettevano al centro dei loro obiettivi politici la grandezza nazionale, per cui lo sviluppo economico era considerato come un mezzo e non un fine in sé stesso. Intendevano perseguire, nel caso dell'Italia, una rapida modernizzazione economica; nel caso della Germania un rapido risanamento economico e un veloce riarmo.
Entrambi professavano un nuovo ordine sociale, basato sul dirigismo economico statale, per limitare l'autonomia del capitalismo e stabilire nuove relazioni sociali di reciprocità nei sistemi produttivi. I due movimenti furono ispirati dalle riflessioni teoriche di piccoli gruppi di intellettuali, ma quando assunsero il potere, le idee e gli esponenti più radicali vennero rapidamente marginalizzati. La politica economica fu condotta in maniera pragmatica per perseguire gli obiettivi politici di crescita, occupazione, relativa autosufficienza, riarmo e conquista. Le teorie economiche furono soprattutto un espediente retorico per cercare consenso pubblico. La crescita economica, sia nel caso dell'Italia ma soprattutto nel caso della Germania, fu alimentata dall'espansionismo politico, economico e poi militare. 

## Origini del fascismo in Europa
Il fascismo in Italia, e il nazionalsocialismo in Germania nacquero e raggiunsero il potere tra la fine della prima guerra mondiale e i primi anni 1930. Altri movimenti sociali e politici con caratteristiche simili si affermarono successivamente anche in Spagna con il Movimiento Nacional del generale Franco, in Portogallo con l'Estado Novo di Salazar, e in Grecia col Metaxismo. Questi movimenti e regimi politici, anche se talora accomunati in una definizione generale di fascismo, ebbero in realtà significative differenze.
Il fascismo italiano e il nazionalsocialismo tedesco sorsero tra tensioni sociali e politiche che si diffusero in Europa dopo la prima guerra mondiale. Nel periodo precedente la guerra, le società europee erano state profondamente trasformate dalla seconda rivoluzione industriale, dalla diffusione delle idee e dei movimenti socialisti, dall'attesa di una maggiore partecipazione pubblica nella politica, dallo sviluppo delle conoscenze scientifiche e della tecnologia, dall'estensione dell'istruzione pubblica, e dalla nascita dello stato sociale. Queste trasformazioni minacciarono gli equilibri del sistema politico liberale di molti paesi europei, che era espressione delle élite borghesi. La prima guerra mondiale lacerò le società e le loro economie: le tensioni preesistenti aumentarono e generarono conflitti tra le generazioni e tra le classi sociali, dando origine a profonde divisioni ideologiche. Nuovi movimenti, alcuni dei quali ispirati dalla rivoluzione bolscevica, molti galvanizzati dall'esperienza della guerra, sia a destra che a sinistra, divennero protagonisti della lotta politica, attaccarono le idee liberali e le fondamenta del sistema parlamentare.
Nati in questo simile contesto generale, il nazionalsocialismo tedesco e il fascismo italiano avevano alcuni tratti comuni: rigettavano le idee sociali e politiche fino ad allora più diffuse, ovvero il razionalismo illuminista, il liberismo e il socialismo, che consideravano cause di una decadenza sociale; vedevano la politica come una competizione darwiniana che premia il più forte; crearono potenti miti nazionali e razziali per stimolare il consenso politico e il sostegno a obiettivi di crescita, espansione territoriale ed eventualmente alla preparazione della guerra; sulla base di questi miti, propugnavano un rinnovamento della società nei rispettivi paesi; trovavano il più vasto consenso nella classe media; una volta arrivati al potere marginalizzarono le idee e i propri affiliati più radicali, estesero l'apparato statale e il suo controllo sulla popolazione, che era chiamata a identificarsi nello Stato totalitario; infine stabilirono dittature personali.

## Interpretazioni delle politiche economiche
Gli storici nel corso del tempo hanno proposto diverse interpretazioni del fascismo in generale, e delle sue politiche economiche in particolare. Una parte di essi, specie quelli di ispirazione marxista, ha visto nel fascismo un sistema politico sostenuto dai capitalisti per controllare efficacemente i lavoratori, in un'epoca storica che vide l'impetuosa diffusione dei movimenti socialisti e comunisti. Alcuni storici marxisti hanno visto una stretta connessione tra capitalismo e fascismo; altri hanno parlato di una convergenza di interessi. Storici liberali hanno spiegato il fascismo con la diffusione di idee irrazionali e di una cultura che sminuiva la libertà ed esaltava l'imperialismo, la violenza e la volontà di potenza.
La storiografia più recente tende a superare le interpretazioni ideologiche e a condurre un'analisi più dettagliata e fattuale del fascismo. Al XXI secolo, molti storici ed economisti negano che ci sia stata una politica economica coerente e affine tra Germania e Italia in quel periodo, sebbene riconoscano che furono presenti aspetti di fondo simili.
«Il fascismo è una concezione religiosa, in cui l'uomo è veduto nel suo immanente rapporto con una legge superiore, con una Volontà obiettiva che trascende l'individuo particolare e lo eleva a membro consapevole di una società spirituale. [...] È contro il liberalismo classico, che sorse dal bisogno di reagire all'assolutismo e ha esaurito la sua funzione storica da quando lo Stato si è trasformato nella stessa coscienza e volontà popolare.[...] è contro il socialismo che irrigidisce il movimento storico nella lotta di classe e ignora l'unità statale che le classi fonde in una sola realtà economica e morale; e analogamente, è contro il sindacalismo classista.[...] per quanto riguarda, in generale, l'avvenire e lo sviluppo dell'umanità, e a parte ogni considerazione di politica attuale, non crede alla possibilità né all'utilità della pace perpetua. [...] Solo la guerra porta al massimo di tensione tutte le energie umane e imprime un sigillo di nobiltà ai popoli che hanno la virtù di affrontarla. [...] respinge il concetto di «felicità» economica, che si realizzerebbe socialisticamente e quasi automaticamente a un dato momento dell'evoluzione dell'economia, con l'assicurare a tutti il massimo di benessere. [...] si può pensare che questo sia il secolo «collettivo» e quindi il secolo dello Stato.»

— Benito Mussolini e Giovanni Gentile, La dottrina del fascismo, Enciclopedia Italiana, 1932.
Secondo Berend, il loro tratto comune essenziale era il dirigismo economico, basato sulla supremazia statale in economia, che indirizzava le imprese e controllava le masse. I due regimi avevano una base ideologica (che subì mutamenti una volta preso il potere), ma non avevano inizialmente una teoria economica generale o un chiaro programma economico. La politica economica venne pragmaticamente asservita agli obiettivi politici di grandezza nazionale. Un programma economico venne stabilito gradualmente, centrato sull'intervento statale nell'economia.
Payne ritiene che la politica economica era l'elemento meno chiaro dell'ideologia fascista. Fascismo italiano e nazionalsocialismo mettevano al centro gli obiettivi politici di grandezza nazionale. Essi intendevano perseguire una rapida modernizzazione economica, e costituire un nuovo ordine sociale, basato sul controllo statale, per limitare l'autonomia del capitalismo e stabilire nuove relazioni sociali di reciprocità nei sistemi produttivi. Paxton similmente considera che le scelte economiche non erano basate su una teoria economica, ma sugli obiettivi politici: le idee sociali dei primi movimenti furono rapidamente messe da parte. I regimi, sia in Italia che in Germania, consolidarono il proprio potere con misure opportunistiche sempre più autoritarie, introdotte in risposta a molteplici crisi (esterne, interne o generate da loro stessi con le politiche di conquista).
«Si parla molto della questione di un'economia di impresa privata o di un'economia corporativa, di un'economia socializzata o di un'economia di proprietà privata. Il fattore decisivo non è la teoria, ma il rendimento dell'economia [...] È nell'interesse della nazione che la sua economia sia gestita solo da persone capaci e non da funzionari pubblici [...] Io do ordini. Chi li esegue lo considero irrilevante.»

— Adolf Hitler, Discorso agli operai edili, 21 maggio 1937 (citato in Baker, 2006 )
Lo storico Emilio Gentile sostiene che ci fu una base ideologica originaria del fascismo italiano, ma non fu una teoria logica e coerente. Essa non va ricercata nei libri di dottrina fascista, ma piuttosto in un insieme di idee e valori a proposito della società e della vita, che motivarono azioni pratiche e ispirarono quei gruppi che si riconobbero nel fascismo. Il nucleo di fondo era fatto di aspirazioni di un rinnovamento spirituale per superare la perdita di fiducia nella razionalità della storia; il desiderio di umanizzare il capitalismo che stava trasformando radicalmente la società; e la subordinazione dei valori individuali a quelli collettivi, incarnati nello Stato. Secondo Gentile, non è possibile interpretare il fascismo con una singola teoria generale, ma si può analizzarne i tratti comuni studiandone molteplici dimensioni. In campo economico, l'elemento essenziale era "una organizzazione corporativa dell'economia, che sopprime la libertà sindacale, amplia la sfera di intervento dello Stato e mira a realizzare, secondo principi tecnocratici e solidaristici, la collaborazione dei ceti produttori sotto il controllo del regime, per il conseguimento dei suoi fini di potenza, ma preservando la proprietà privata e la divisione delle classi."
Baker sostiene che la politica economica del fascismo ebbe una base teorica: questa risiede nelle riflessioni teoriche di piccoli gruppi di intellettuali, soprattutto in Italia e Francia, ispirati dal corporativismo e dal sindacalismo anarchico. Essi, tuttavia, rimasero piuttosto marginali. Nell'azione concreta dei regimi fascisti le teorie economiche rimasero soprattutto un mito, usate come espediente retorico per cercare il consenso nel pubblico. L'ideologia ebbe poca influenza sulle scelte concrete di politica economica. Queste invece si evolsero nel tempo e furono determinate dagli obiettivi politici nazionalisti e di preparazione alla guerra. I regimi eventualmente usarono idee generali di darwinismo sociale e anti-materialismo per giustificare il dirigismo statale e la conquista e lo sfruttamento economico di altri paesi, considerati civiltà inferiori.

## Politiche economiche in Italia e Germania

### Idee economiche dei primi movimenti fascisti
In Italia, durante il primo dopoguerra forti tensioni sociali, alimentate anche dall'esempio della rivoluzione russa, diedero vita a una stagione di rivendicazioni sociali e scontri che ha poi preso il nome di biennio rosso (1919-1920). Il fascismo amalgamò resistenze alle spinte socialiste e assorbì movimenti e idee che vi opponevano. Tra di essi erano diffuse idee di nazionalismo economico, sindacalismo e opposizione sia al socialismo, sia al liberismo. Uno dei maggiori ideologi dell'Associazione Nazionalista Italiana e futuro ministro fascista, Alfredo Rocco, propugnava la fondazione di organizzazioni statali (le corporazioni) capaci di riconciliare i contrapposti interessi di capitale e lavoratori per obiettivi nazionali. Nel 1922 Mussolini non aveva né una precisa visione ideologica, né un chiaro programma economico: propugnava misure di ispirazione socialista, quali la tassazione progressiva e quella sui profitti di guerra, il salario minimo, la nazionalizzazione delle industrie di armi e la partecipazione dei lavoratori nella gestione delle imprese.
In Germania, i movimenti da cui sorse il nazionalsocialismo, come il Partito Tedesco dei Lavoratori, esprimevano un forte nazionalismo: erano espansionisti prima del conflitto mondiale, e dopo di esso veicolarono la frustrazione e il desiderio di rivincita contro le pesanti condizioni politiche ed economiche imposte dai vincitori sulla Germania col Trattato di Versailles: la cessione di tutte le sue colonie, copiose aree del proprio territorio, l'azzeramento dell'esercito il pagamento di enormi riparazioni di guerra. Nel clima di forte risentimento che prevalse durante la Repubblica di Weimar, i movimenti di destra nazionalista erano frequentemente violenti, antisemiti e repressivi. Su un piano filosofico, il nazionalsocialismo era influenzato da una concezione della storia idealista: gli eventi umani sarebbero controllati da pochi individui eccezionali e dai loro ideali. Deprecava il materialismo e conferiva alle questioni economiche un valore minore. Hitler criticò tutti i precedenti governanti tedeschi, a partire da Bismarck, per aver "sottomesso la nazione al materialismo" e facendo affidamento all'espansione economico-finanziaria piuttosto che quella territoriale dello spazio vitale tedesco. Il programma economico del Partito Tedesco dei Lavoratori nei primi anni 1920 era simile a quello fascista: enfatizzava principi generali (l'interesse generale doveva prevalere su quello particolare) e promuoveva analoghe misure fiscali e di partecipazione dei lavoratori ai profitti aziendali, vicine alle idee socialiste. Gli obiettivi ultimi dichiarati erano, infatti, di una maggiore uguaglianza sociale ed economica grazie all'intervento dello stato.

### Dirigismo statale
Dopo la prima guerra mondiale, e poi in seguito alla grande depressione degli anni trenta, molti paesi occidentali adottarono politiche di protezionismo commerciale e di diretto intervento statale nell'economia: il dirigismo statale si era rivelato molto efficace nel sostenere e indirizzare l'economia di guerra. Il dirigismo statale in Italia e Germania non fu dunque prodotto da un orientamento di politica economica radicalmente diverso da quello prevalente a livello internazionale in quel periodo: ma in questi due paesi l'intervento statale fu particolarmente esteso, per motivi politici più che ideologici.I paesi dell'Europa meridionale (tra cui l'Italia), che erano solo parzialmente industrializzati, videro nel dirigismo statale un mezzo per accelerare la propria modernizzazione e avanzare lo sviluppo nazionale in un'epoca di forte competizione internazionale. Questo intento contribuisce a spiegare il dirigismo economico fascista in Italia negli anni 1930. In Germania, che nel 1933 aveva un PIL per abitante doppio di quello italiano, la motivazione fu piuttosto l'orgoglio nazionale ferito dall'esito del conflitto mondiale: c'era un diffuso desiderio di rivalsa contro i vincitori e di riprendere le politiche espansionistiche nazionali.
In entrambi i paesi il ruolo dello Stato crebbe gradualmente, talora attraverso forti conflitti interni al partito, in risposta a crisi esterne, alla necessità di stabilizzare l'economia e la finanza (specie in Italia) oppure per dare impulso a nuove industrie di fronte alla mancanza di investimenti privati adeguati agli obiettivi politici nazionali. La progressiva estensione del ruolo economico dello Stato creò in entrambi i paesi un'imponente burocrazia pubblica, organizzata in numerosi dipartimenti, agenzie, istituti e corporazioni. Questa complessa organizzazione era prona a conflitti tra competenze diverse e generò potentati locali che potevano sfuggire al controllo centrale. La corruzione vi era molto diffusa.
Le politiche economiche si evolsero gradualmente, in risposta a diverse istanze: il bisogno di reagire alla depressione economica; la volontà di entrambi i regimi, sorti da movimenti rivoluzionari, di rassicurare gli interessi economici prevalenti; la necessità di attuare le promesse di crescita e pieno impiego fatte durante la loro ascesa; ed eventualmente il raggiungimento degli obiettivi di autosufficienza economica, preparazione alla guerra e conquista.

#### Dirigismo e statalismo in Italia
La politica economica del fascismo italiano non fu immediatamente statalista. Mussolini sviluppò le proprie politiche economiche gradualmente. Dal 1922 al 1925 le prime misure economiche furono in linea con l'impostazione liberista precedente: il ministro delle finanze Alberto de' Stefani ridusse sussidi e tariffe e liberalizzò i telefoni. Nel 1925 de' Stefani si dimise: la sua politica di libero commercio lo aveva reso inviso ad ampi settori dell'industria pesante italiana e della proprietà terriera, inclini al protezionismo e contrari alle sue liberalizzazioni commerciali.
Il nuovo ministro Giuseppe Volpi assunse il ruolo nella fase di riorientamento politico del regime. Nel 1926 Mussolini diede una svolta autoritaria al regime e accentuò progressivamente la centralizzazione del potere. Il governo decise il rientro della lira nel sistema dei pagamenti internazionali a un tasso fortemente rivalutato: questa operazione, cosiddetta quota 90, favorì i settori economici più avanzati che dipendevano da importazioni (le industrie metallurgiche, meccaniche e chimiche) e sfavorì i settori esportatori tradizionali (tessile e alimentare). L'intervento statale nell'economia si accentuò tramite grandi lavori pubblici, come le bonifiche, lo sviluppo della rete stradale, e della produzione energetica e, in chiave di autosufficienza e mitigazione di squilibri commerciali, l'intensificazione della produzione di cereali, con la molto propagandata battaglia del grano.
Nel 1929 l'Italia venne travolta dalle conseguenze della crisi di Wall Street che causò una grave crisi economica e una forte disoccupazione. Come reazione, in assenza di istruzioni globali che potessero gestire gli shock finanziari, tutti i paesi occidentali rafforzarono il protezionismo commerciale e il nazionalismo economico. Anche il governo italiano prese misure per salvare le banche e proteggere le imprese nazionali. Caratteristica italiana fu la misura dell'intervento statale, che fu molto esteso ed efficace, salvò il sistema finanziario e portò gran parte dell'economia in mano allo Stato. Il ruolo statale superò l'intervento di emergenza quando nel 1933 fu costituito l'Istituto per la Ricostruzione Industriale: esso acquisì il controllo di importanti banche detentrici di partecipazioni industriali. L'IRI si ritrovò a controllare, direttamente o indirettamente, il 42% delle società per azioni italiane, tra cui gran parte dei settori siderurgico, telecomunicazioni, meccanica; e fette cospicue della chimica e del tessile. Inizialmente l'IRI era stato costituito come ente temporaneo per il risanamento, ma divenne permanente quando ci si rese conto che il capitale disponibile sul mercato italiano non avrebbe consentito di privatizzare nuovamente le imprese partecipate.

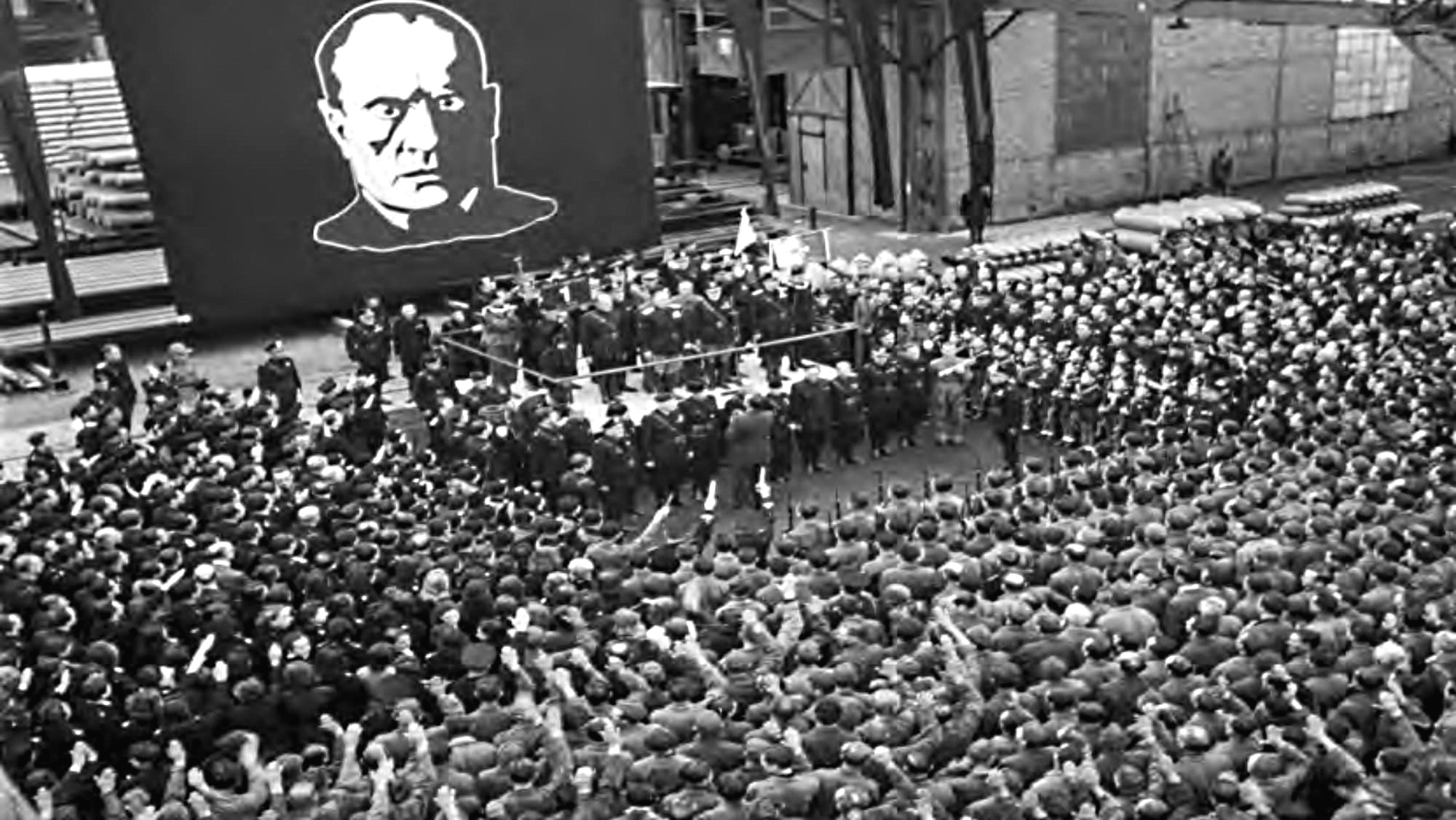
Adunata del personale a una celebrazione fascista presso l'impresa siderurgica Dalmine, 1942

Nel 1935 l'Italia lanciò una guerra di conquista in Etiopia. La Lega delle Nazioni condannò l'Italia tramite sanzioni economiche, che durarono 8 mesi, fino al luglio del 1936. Le forti restrizioni commerciali diedero ulteriore impulso alla politica di autarchia. Il dirigismo statale, nato dunque come reazione alla crisi finanziaria, crebbe poi per indirizzare la produzione verso le necessità della guerra in Etiopia: la spesa pubblica aumentò fortemente e grandi commesse militari alimentarono l'industria. Crebbe anche il controllo statale sui cambi della valuta e sul commercio estero. Nell'ottobre del 1936 la lira, molto apprezzata sul dollaro, fu svalutata. Non si tornò, tuttavia, alla convertibilità della valuta, che rimase sotto crescenti controlli statali, così come vi rimase il commercio.
Negli anni 1930, il dirigismo statale diede impulso allo sviluppo delle industrie di punta per la preparazione alla guerra, quali la siderurgia, l'energia e la chimica, anche se non riuscì a colmare il divario con gli altri paesi occidentali. L'Italia non raggiunse il tasso di crescita della Germania: il dirigismo fascista non disponeva di un apparato statale altrettanto efficiente quanto quello tedesco e non mise in essere misure di controllo dell'economia di pari efficacia.

#### Dirigismo e statalismo in Germania
Hitler assunse il potere nel 1933, undici anni dopo la marcia su Roma. L'economia tedesca era già uscita dalla crisi in cui era precipitata durante la Repubblica di Weimar. Tra il 1930 e il 1933 il governo del cancelliere Heinrich Brüning aveva pilotato la ripresa economica con politiche liberiste, tagliando drasticamente le spese statali, cancellando le commesse pubbliche e i servizi sociali.
Giunto al potere, le istanze più radicali e populiste del movimento nazista furono presto marginalizzate. Politici populisti nazisti come Gottfried Feder e Otto Wagener amplificavano le idee anticapitaliste diffuse tra la base del partito nazionalsocialista. Lanciarono campagne e iniziative legislative contro i grandi magazzini e vagheggiarono il ritorno a organizzazioni preindustriali del lavoro come le corporazioni. Il governo nazista, motivato dai propri obiettivi politici di rapido risanamento economico e di riarmamento, si mosse velocemente per marginalizzare i propri esponenti rivoluzionari, ristabilire ordine e rassicurare gli industriali. Il ministro conservatore dell'economia Alfred Hugenberg fu sostituito da Kurt Schmitt, esponente dell'industria. Il governo istituì delle corporazioni per le piccole imprese, che formalmente intendeva proteggere rispetto al grande capitale. In realtà, procedette speditamente a riorganizzare le piccole imprese, riducendone il numero e dirigendo la produzione verso il fabbisogno di riarmamento che fu subito posto come obiettivo economico supremo.
Il consolidamento di un esteso dirigismo statale fu molto rapido: il sistema era strettamente controllato dal partito e formato sulle necessità delle forze armate. Nel settembre 1934, la Germania annuncio un piano di ripresa economica che istituiva un blocco regionale autosufficiente a guida nazista nell'Europa centrale e orientale. Sempre nel 1934, Hitler nominò ministro dell'economia Hjalmar Schacht, ex membro del Partito Socialdemocratico di Germania e presidente della Reichsbank. Inizialmente Schacht proseguì la politica di grandi opere pubbliche (canali, ferrovie, autostrade ed edilizia) per combattere gli effetti della grande depressione e per stimolare l'economia e ridurre la disoccupazione, pari a 6 milioni di disoccupati nel 1933, fino all'azzeramento nel 1938. Il libero mercato del lavoro fu eliminato. Furono inaugurati sia i "passaporti del lavoro" sia il servizio di lavoro obbligatorio delle forze ausiliarie denominate Reichsarbeitsdienst, seguito dalla coscrizione obbligatoria.
Nel 1934 la Legge per la costruzione organica dell'economia tedesca diresse la costituzione obbligatoria di cartelli industriali organizzati in base agli obiettivi di riarmo e per soddisfare i piani di commesse pubbliche. Il dirigismo statale e i cartelli di fatto rafforzarono ulteriormente le posizioni dominanti in tutti i settori chiave dell'economia. La legge affidò la direzione della produzione al Ministero dell'Economia, che regolava prezzi, salari e distribuzione e orientava gli investimenti. L'amministrazione statale determinava gli obiettivi di produzione e li assegnava ora a imprese statali, ora a collaborazioni obbligatorie fra imprese statali e imprese private. Nel 1934 una legge fissò dei limiti ai dividendi di capitale privato.
Tra il 1934 e il 1936 il governo introdusse un nuovo schema di finanziamento del riarmo: i cosiddetti "crediti-MEFO"  che presero il nome dalla Metallurgische Forschungsgesellschaft: si trattava di una ditta fittizia che emetteva linee di credito, in realtà garantite dalla banca centrale. In questa maniera, la banca centrale finanziava le spese militari in modo occulto e inflazionistico.
Nel 1937, dopo una competizione di influenza con Hermann Göring, questi prevalse e sostituì Schacht come Ministro del Reich per l'Economia, divenendo il plenipotenziario dell'economia di guerra.

### Sindacalismo
In Italia il fascismo sorse al potere sull'onda della repressione violenta dei movimenti sindacalisti operai di ispirazione socialista nell'immediato dopoguerra. Tra il 1925 e 1926 un complesso di norme passate sotto il nome di leggi fascistissime costituì lo Stato autoritario fascista; fra i numerosi provvedimenti autoritari, fu soppressa la libertà di associazione e furono sciolti i sindacati operai. Nel 1925 il governo e gli industriali firmarono il cosiddetto Patto di Palazzo Vidoni, che sciolse i consigli di fabbrica e conferì alle organizzazioni sindacali fasciste, facenti capo ad una Confederazione dei sindacati fascisti, l'esclusivo diritto di rappresentanza sindacale. La legge 3 aprile 1926 sulla disciplina dei rapporti di lavoro (successivamente ripresa nel codice penale Rocco del 1930), vietò lo sciopero e la serrata e stabilì che le vertenze sindacali avrebbero dovuto essere risolte dalla Magistratura del lavoro. Successivamente, il governo fascista vide come una minaccia la crescita di influenza della Confederazione dei sindacati fascisti guidata da Edmondo Rossoni e nel 1928 ne decretò la scissione in sei federazioni più piccole. L'insieme delle politiche accentrò il controllo governativo delle relazioni sindacali. Nel contempo, dal 1927 venne introdotto il controllo di prezzi e salari, ulteriormente accentuato poi per gestire la crisi economica risultante dagli effetti della crisi del 1929.
In Germania il sindacalismo nazionalsocialista seguì una simile parabola. Uno dei primi atti del governo di Hitler nel 1933 fu lo smantellamento dell'influente sindacato socialista ADGB, le cui sedi furono occupate dalla milizia paramilitare Sturmabteilung (SA) e dalla Organizzazione Nazionalsocialista delle Cellule di Fabbrica (ONCF). I rimanenti sindacati indipendenti furono fatti confluire nel Deutsche Arbeitsfront (DAF, ovvero Fronte tedesco del lavoro). Hitler mosse rapidamente per limitare l'influenza delle stesse organizzazioni sindacali naziste. Già nel 1933 una legge privò sia il DAF, sia l'ONCF di ogni ruolo nelle negoziazioni del lavoro, che vennero poste sotto l'autorità diretta del Ministero del Lavoro. Il DAF cercò poi di riguadagnare influenza, ma di fatto le organizzazioni sindacali naziste non ebbero mai un vero ruolo attivo e divennero parte dell'apparato burocratico statale.

### Corporativismo

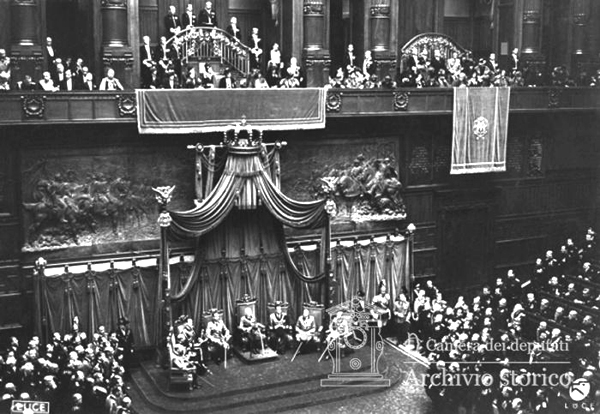
Re Vittorio Emanuele III inaugura la Camera dei Fasci e delle Corporazioni, 23 marzo 1939

Il fascismo italiano promosse un modello di relazioni industriali che prese il nome di corporativismo. L'intenzione ideale era di superare l'antagonismo di classe (sostenuto dal socialismo) e i rischi di prevaricazione da parte dei capitalisti (in una economia liberale). Il modello corporativista consisteva in un sistema di accordi istituzionali in cui lavoratori e datori di lavoro sono integrati nelle cosiddette corporazioni, ossia organizzazioni ufficiali e obbligatorie. Ogni settore economico aveva la sua corporazione come forma di autogoverno e di riconciliazione degli interessi economici mediata dal governo. Lo sviluppo del sistema corporativo intendeva sostituire la rappresentanza politica su base geografica, tramite un sistema che organizzava la rappresentazione di interessi economici per settore. Nel 1939 venne istituita la Camera dei fasci e delle corporazioni, che sostituì la Camera dei deputati. Di fatto il sistema corporativo generò una macchina burocratica molto visibile ma poco efficace, dove gli stessi sindacati fascisti ebbero scarsa influenza. Lo sviluppo del sistema corporativo avrebbe dovuto essere guidata dal Ministero delle Corporazioni (costituito nel 1926), ma la sua evoluzione venne bloccata nel 1932, quando il ministro Giuseppe Bottai venne dimesso.
In Germania il corporativismo, in quanto riordinamento politico e sociale, dopo la retorica movimentista, ebbe un profilo più marginale che in Italia. Il regime era preoccupato di perseguire il riarmamento in maniera molto veloce e, pragmaticamente, solidificò alleanze con i capitalisti a questo scopo. Nel 1933 la Federazione delle Industrie Tedesche del Reich e tutte le altre associazioni dei datori di lavoro si ricostituirono come Corporazione dell'Industria del Reich. Questa consolidava le federazioni indipendenti dei datori di lavoro nell'onnicomprensivo apparato nazionalsocialista.

### Relazione col capitalismo

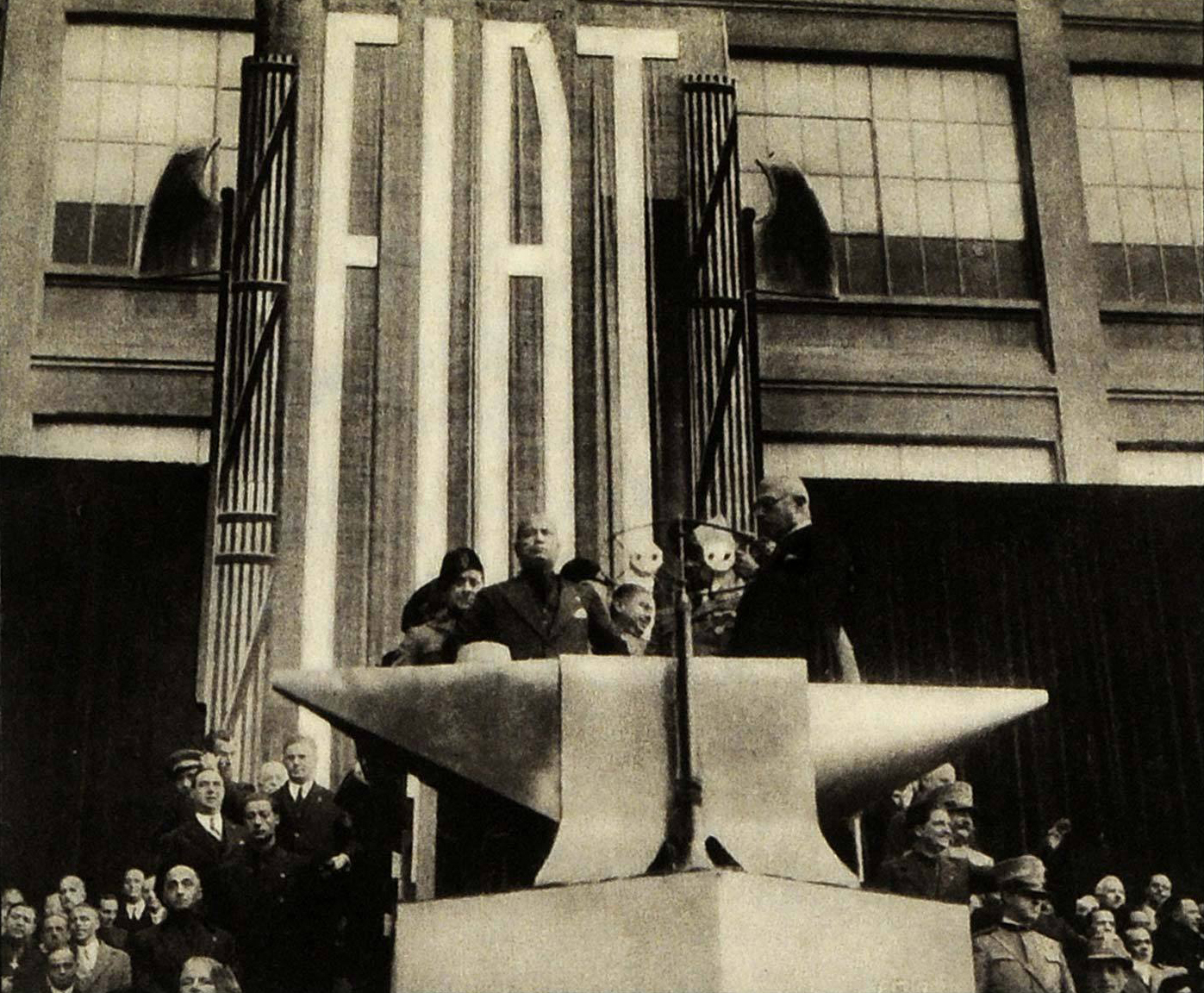
Mussolini tiene un discorso durante una visita alla FIAT, 1932

I regimi fascisti italiano e tedesco non misero in discussione il ruolo del settore privato nell'economia, ma lo subordinarono alle direttive politiche. Di fatto, nonostante il dirigismo statale, le loro politiche economiche crearono importanti vantaggi per le imprese capitaliste.
In Italia, le politiche del lavoro e sindacali indebolirono il ruolo dei sindacati e, insieme alle politiche di riduzione dei salari, crearono vantaggi per le imprese. Nel contempo, le politiche industriali e fiscali favorirono fusioni e acquisizioni e la costituzione di cartelli industriali, con l'intenzione di consolidare i settori economici frammentati. Tuttavia queste politiche crearono anche oligopoli e ridussero la concorrenza e l'innovazione. Il complesso delle politiche finì con il favorire le imprese e i gruppi di interesse economico più influenti, sia nel consolidare la propria dominazione dei mercati, sia attraverso incentivi fiscali, commesse pubbliche e relazioni sindacali controllate dal governo.

### Politiche sociali
In questa fase storica, tutti i paesi occidentali ampliarono e consolidarono le politiche sociali, nate nella seconda metà dell'Ottocento a seguito della rivoluzione industriale e di profondi cambiamenti sociali. In entrambi i paesi, i governi ampliarono gli interventi nel welfare: assistenza e previdenza.
In Italia, il governo fascista estese le tutele (pensioni e assicurazioni) che erano state istituite nell'epoca liberale precedente. Nel 1927 pubblicò la Carta del lavoro che sancì i principi fondamentali della politica sociale. L'azione del governo ri-orientò gradualmente la previdenza italiana, precedentemente basata su assicurazioni private e con un iniziale orientamento universalistico. Il riorientamento fu in direzione statalista occupazionale, cioè le tutele erano legate al settore occupazionale di appartenenza dei lavoratori, piuttosto che essere indirizzate a tutelare categorie deboli a prescindere dall'impiego svolto. Il governo diresse la crescita degli enti che le amministravano, e soprattutto l'Istituto Nazionale Fascista della Previdenza Sociale: le sue risorse finanziarie furono impiegate estensivamente per politiche non previdenziali. L'estensione delle tutele sociali voleva attenuare l'impatto della recessione e delle misure governative di riduzione dei salari; intendeva anche alimentare il consenso pubblico verso il regime: il partito fascista controllava capillarmente l'accesso alle tutele.

### Integrazioni regionali forzate
Nonostante le professate politiche autarchiche, sia l'Italia, sia la Germania perseguirono politiche economiche espansionistiche sin da prima dello scoppio della guerra. Nel 1934 l'Italia firmò un accordo di agevolazioni tariffarie con l'Ungheria e l'Austria. Lanciò poi guerre di conquista coloniale in Libia ed Etiopia: nel 1936 Mussolini proclamò la nascita dell'Impero. L'Italia strinse accordi commerciali con l'Albania, che venne poi occupata nel 1939: l'Italia indi lanciò un'unione doganale e monetaria e un piano di colonizzazione. Durante la guerra, estese poi il proprio controllo alla Slovenia meridionale, la costa dalmata, il Montenegro, e parte della Macedonia.
Il piano italiano di accordi con Austria e Ungheria fu presto minato dalle politiche espansionistiche tedesche: vi misero fine l'annessione dell'Austria nel 1938 e accordi che finirono con assoggettare l'economia ungherese a quella tedesca. La Germania infatti dal 1934 strinse accordi con l'Ungheria, la Bulgaria, la Iugoslavia, e la Romania. Questi accordi stabilirono un sistema di scambi commerciali con pagamenti in natura o utilizzando fondi tedeschi congelati in quei paesi. Si trattava di scambio paritario soprattutto tra prodotti lavorati finiti (da parte della Germania) e materie prime (da parte delle controparti). La Germania assunse rapidamente un ruolo economico e politico dominante nella regione, assoggettando le economie della regione al proprio fabbisogno economico di materie prime e produzioni industriali ed energetiche. Nel 1938 Jugoslavia, Ungheria, Romania, Bulgaria e Grecia rivolgevano il 50% di tutto il loro commercio estero verso la Germania. Con la successiva espansione militare tedesca, l'integrazione e dominazione delle economie regionali si accentuò ulteriormente.

### Terza via
Il fascismo si propose come un modello sociale e politico completamente nuovo. Dopo la prima guerra mondiale, nelle società europee i modelli sociali del capitalismo e del comunismo si contrapponevano aspramente per la prima volta. In questo contesto, intellettuali (soprattutto francesi e italiani) afferenti al cosiddetto sindacalismo rivoluzionario o sindacalismo nazionale proposero nelle loro enunciazioni teoriche un modello sociale alternativo. Questa terza via prospettava un ideale di società comunalistica e di economia liberistica organizzata in una repubblica federale. Tali teorizzazioni furono poi rielaborate in chiave totalitaria dal fascismo. Nella prospettiva fascista, la terza via, prima che un modello economico, era un nuovo ordine politico che voleva rifondare la società su principi ideali: la società veniva militarizzata, la politica sacralizzata, gli interessi e gruppi sociali organizzati dall'apparato statale, sottoposto al primato di una politica che perseguiva obiettivi di affermazione nazionalista di una società presunta omogenea. Concretamente, il modello economico alternativo del fascismo consisteva nel corporativismo.
I pronunciamenti teorici del nazionalsocialismo lo pongono parimenti in antitesi al socialismo e al capitalismo. Hitler diceva infatti che «siamo socialisti, siamo nemici del sistema economico capitalistico odierno», puntualizzando che la sua interpretazione del socialismo «non ha nulla a che fare con il socialismo marxista [...] il marxismo è contro la proprietà; il vero socialismo no.» e «Socialismo! Una parola del tutto infelice [...] Cosa significa davvero socialismo? Se le persone hanno qualcosa da mangiare e le proprie soddisfazioni, allora hanno il loro socialismo.» Di fatto, la costruzione di modelli economici era del tutto secondario nel pragmatismo nazionalsocialista: «La caratteristica basilare della nostra teoria economica è che non abbiamo alcuna teoria».

## Evoluzione delle economie sotto i regimi fascisti

### Economia italiana durante il periodo fascista
Nel dopoguerra, durante gli anni del miracolo economico, gli storici considerarono l'economia italiana durante il ventennio come stagnante. Studi successivi hanno eventualmente dimostrato che l'economia nazionale crebbe, nonostante la grande depressione che dilagò dalla fine degli anni 1920. Nel corso degli anni venti la produzione industriale di punta (metallurgica, chimica, siderurgica, elettricità, auto, petrolio) crebbe molto significativamente. Poi durante gli anni trenta la crescita rimase molto bassa e molto inferiore a quella delle principali economie occidentali (il PIL crebbe in media dell'1,4% all'anno tra il 1932 e il 1938). La disoccupazione, a differenza della Germania, rimase elevata. Gli storici dell'economia fanno risalire le cause alle scelte di politica economica: il dirigismo economico statale; gli errori di politica fiscale e monetaria prima, e l'autarchia poi (essa limitò la crescita dell'economia italiana, necessariamente e tradizionalmente trasformativa di risorse importate); l'appoggio ai cartelli industriali (che limitò la concorrenza interna); e le politiche demografiche e agricole (che sfavorirono lo sviluppo del Mezzogiorno).

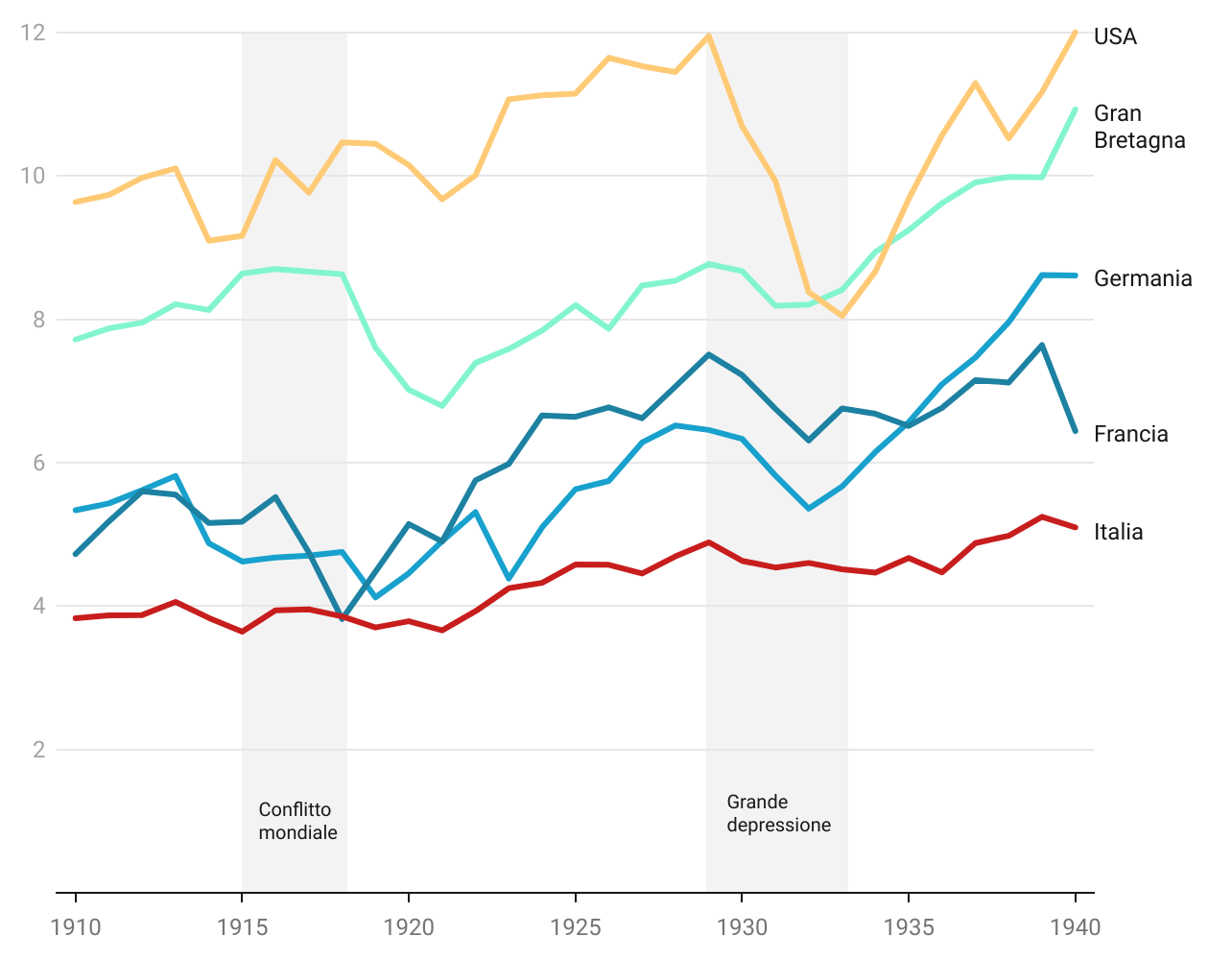
Confronto del PIL per abitante durante il periodo 1910-1940. Valori in migliaia di US$ (2011)

Le politiche industriali e monetarie del governo fascista diedero ulteriore impulso alla trasformazione dell'industria italiana, seguendo una tendenza iniziata in preparazione del primo conflitto mondiale e poi ripresa dopo il 1926. Le politiche crearono condizioni favorevoli per le imprese siderurgiche, meccaniche, chimiche, della produzione elettrica e degli idrocarburi. Lo sviluppo industriale rimase concentrato nel triangolo industriale, ma cominciarono a diffondersi imprese industriali anche in altre regioni centro-settentrionali. L'indirizzo statale promosse cartelli industriali che ostacolarono la concorrenza e l'innovazione. Tuttavia, il dirigismo statale creò un sistema di imprese pubbliche che, dopo la seconda guerra mondiale, in un contesto globale mutato e più aperto, fornì il trampolino di lancio del miracolo economico italiano.
Le condizioni economiche della popolazione italiana seguirono un andamento analogo all'andamento generale dell'economia: il miglioramento delle condizioni di vita proseguì nel suo trend positivo di lungo periodo, che era iniziato con la prima industrializzazione della fine del 1800, ma a velocità minore rispetto all'epoca precedente. I consumi privati si contrassero in termini reali durante gli anni trenta. Analisi quantitative recenti indicano che durante il ventennio aumentarono la disuguaglianza di reddito e la differenza di benessere tra nord e sud.

### Economia tedesca durante il nazionalsocialismo
L'economia tedesca registrò una crescita molto maggiore rispetto alla maggior parte dei Paesi dell'Europa occidentale. Durante tutti gli anni 1920, l'economia tedesca crebbe a tassi moderati; nel 1929, aveva superato i livelli prebellici solo del 13%. La Grande Depressione cancellò poi tutti i progressi economici: nel 1932 il PIL pro capite era caduto all'85% del livello del 1913. Il regime nazista produsse una rapida ripresa economica, indirizzando l'economia alla preparazione alla guerra e alla creazione di un'economia tedesca autosufficiente. Nel 1938 il PIL pro capite superò il picco del 1932 del 57%. Lo sforzo bellico fu poi enorme: tra il 1939 e 1942 il PIL pro capite aumentò del 22%. Tuttavia la guerra distrusse poi il paese e la ricchezza: nel 1946 il PIL pro capite era meno della metà del valore del 1938.

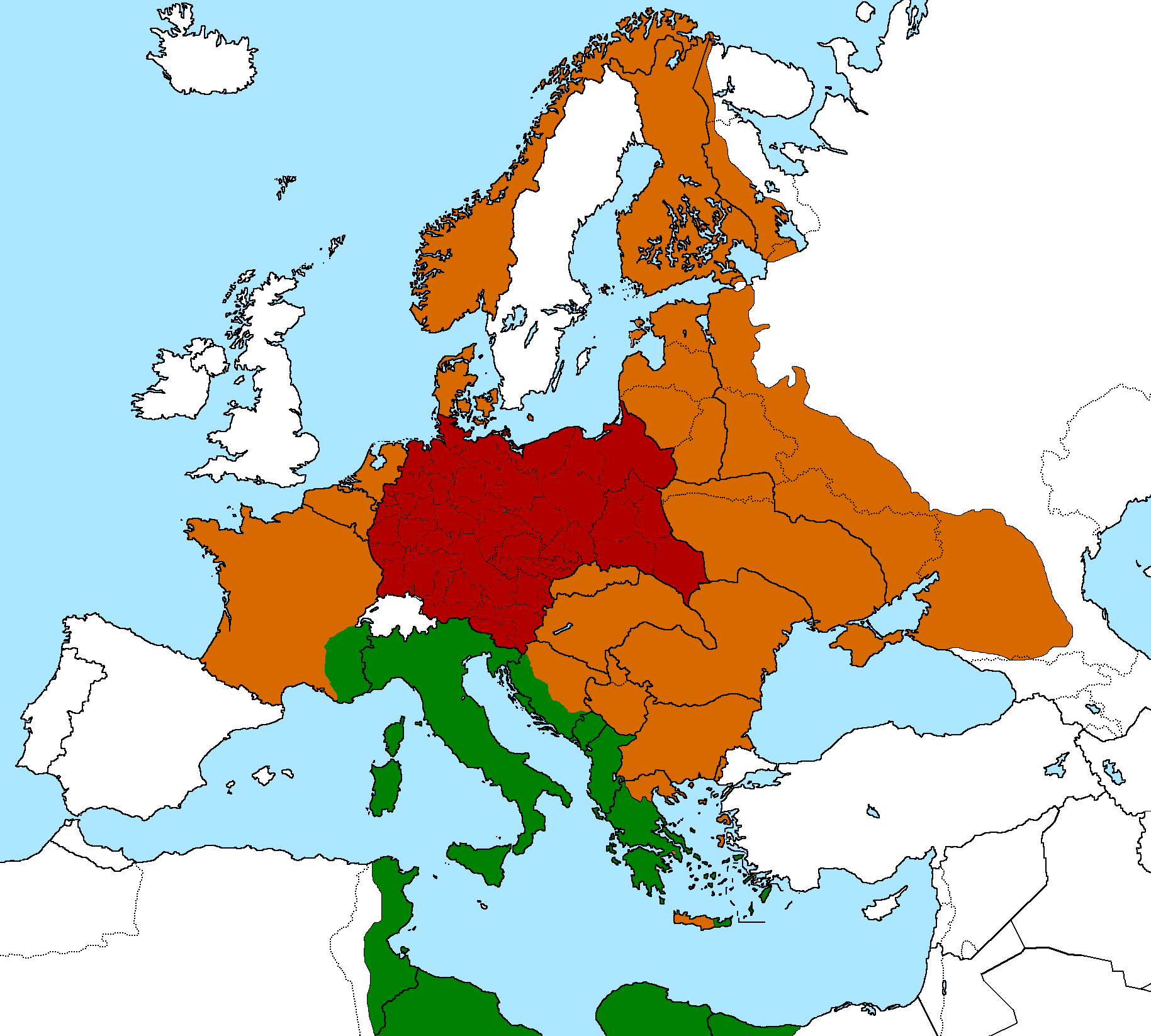
Espansione della Germania e degli alleati nel 1942

Prima del 1941, nonostante la priorità del riarmamento, l'economia non era stata dedicata completamente allo sforzo bellico. Dal 1941, quando le attese di una rapida vittoria si mostrarono elusive, la mobilitazione fu totale e lo sforzo bellico si moltiplicò. L'economia venne radicalmente riorientata: la spesa per i consumi venne drasticamente tagliata e gli investimenti furono concentrati sulle industrie di base e la produzione di armamenti.
Nel 1941, al picco della sua espansione territoriale, la Germania controllava 3,3 milioni di chilometri quadrati di territorio con una popolazione di 238 milioni di abitanti. Lo Stato nazista saccheggiò e sfruttò l'Europa e reclutò e rese schiavi milioni di persone: nel 1944 il 30% della forza lavoro industriale e il 35% della forza lavoro nell'industria degli armamenti erano costituiti da lavoratori stranieri, che erano oltre 9 milioni. La Germania sfruttò estesamente i territori occupati dell'Europa occidentale per approvvigionarsi di carbone, acciaio, mezzi di trasporto e abbigliamento. La Germania controllava e dirigeva l'economia ungherese, determinando la produzione per rispondere ai propri fabbisogni di prodotti agricole, energia e materie prime. Anche i Paesi neutrali aumentarono la loro produzione per la Germania: Svezia e Svizzera moltiplicarono le proprie esportazioni verso la Germania e ne prosperarono. Altri paesi europei occupati, come il Belgio, la Norvegia, la Russia e la Polonia furono saccheggiati, le loro produzioni orientate al fabbisogno tedesco e masse di lavoratori impiegati nell'industria tedesca.
Fin da prima della guerra, ma soprattutto durante, crebbe la produzione industriale realizzata nei campi di lavoro da parte degli unzuverlässige elemente (indesiderabili: delinquenti comuni, omosessuali, dissidenti politici, ebrei). Nel 1944 i lavoratori dei campi costituivano un quarto del totale della forza lavoro tedesca e la maggioranza delle industrie nazionali avevano un contingente di prigionieri, come Thyssen, Krupp, IG Farben e anche Fordwerke, una filiale di Ford.

### Fonti citate
- Alberto Baffigi e Maria Elena Bontempi, Alessandro Brunetti, Francesca Di Palma, Emanuele Felice, Roberto Golinelli, Espansioni e recessioni: identificazione e interpretazione dei cicli economici in Italia utilizzando i dati storici di contabilità nazionale (PDF), collana Annali di statistica. Anno 147 - Serie XIII, Istituto nazionale di statistica, 2018, ISBN 9788845819605.
- (EN) David Baker, The political economy of fascism: Myth or reality, or myth and reality? (PDF), in New Political Economy, vol. 11, n. 2, 2006,  pp. 227-250, DOI:10.1080/13563460600655581. URL consultato il 3 maggio 2019 (archiviato dall'url originale il 6 aprile 2005).
- (EN) Iván T. Berend, An economic history of twentieth-century Europe : economic regimes from laissez-faire to globalization, Cambridge University Press, 2006, ISBN 0-511-16832-2, OCLC 71371673.
- Valerio Castronovo, Storia economica d'Italia. Dall’Ottocento al 2020., Einaudi, 2021.
- Carlo M. Cipolla, Storia facile dell'economia italiana dal Medioevo ad oggi, collana Oscar Saggi, Mondadori, 1997, OCLC 797692676.
- Fulvio Conti e Gianni Silei, Breve storia dello stato sociale, Carocci, 2005, ISBN 9788843069040.
- (EN) Alexander J. De Grand, Fascist Italy and Nazi Germany : the "fascist" style of rule, 2ª ed., Routledge, 2004, ISBN 0-203-32076-X, OCLC 57239476.
- (EN) Jonathan Dunnage, Twentieth Century Italy: a social history, Routledge, 2014, ISBN 9781315841786.
- Emanuele Felice, Ascesa e declino: storia economica d'Italia, Il Mulino, 2015, ISBN 9788815325051.
- Maurizio Ferrera, Valeria Fargion e Matteo Jessoula, Alle radici del welfare all'italiana: origini e futuro di un modello sociale squilibrato (PDF), collana Collana storica della Banca d’Italia. Saggi e ricerche., Marsilio, Venezia, 2012, ISBN 978-88-317-1430-3.
- Emilio Gentile, Fascismo. Storia e interpretazione, Laterza, 2005, ISBN 9788858109168.
- (EN) Robert O. Paxton, The Anatomy of Fascism, New York, Knopf, 2004, ISBN 978-1400033911.
- (EN) Stanley G. Payne, A history of fascism, 1914-1945, Routledge, 1995, ISBN 0-203-50132-2, OCLC 52861334.
- Enzo Santarelli, La dittatura capitalistica, in Storia del fascismo, II, Editori Riuniti, 1973.
- (EN) Gianni Toniolo (a cura di), The Oxford handbook of the Italian economy since unification, Oxford University Press, 2013, ISBN 9780199936694.
- Gianni Toniolo (a cura di), L'Italia e l'economia mondiale. Dall'Unità a oggi (PDF), collana Collana Storica della Banca d'Italia, Marsilio Editore, 2014, ISBN 9788831716154.
- Vera Zamagni, Introduzione alla storia economica d'Italia, Il Mulino, 2005, ISBN 9788815278869.

### Ulteriori letture
- Alberto Aquarone, L'organizzazione dello Stato totalitario, Einaudi, 1995, ISBN 88-06-13752-2.
- (EN) Hans-Joachim Braun, The German Economy in the Twentieth Century, Routledge, 1990.
- Giovanni Lume, La Riforma Monetaria Fascista, Roma, Libreria del Littorio, 1935.
- Claudio Schwarzenberg, Il sindacalismo fascista, Mursia, 1972.
- Gianni Toniolo, L'economia dell'Italia fascista, Bari, Laterza, 1980.